# Ungaliophis continentalis
Ungaliophis continentalis är en kräldjursart som beskrevs av den schweiziske zoologen Fritz Müller 1880. Ungaliophis continentalis ingår i släktet Ungaliophis, och familjen boaormar. Inga underarter finns listade i Catalogue of Life.

## Utbredning
U. panamensis är en art som är endemisk för södra Mexiko, Guatemala, Honduras, Nicaragua och Costa Rica.